# Discografia de Robin Gibb
Esta é a discografia de Robin Gibb, cantor britânico que foi integrante do grupo musical Bee Gees. Em carreira solo em períodos esporádicos de 1969 até o fim de sua vida, Robin Gibb lançou 8 álbuns e 28 singles (9 em participações).

## Álbuns

### Álbuns de estúdio
| Ano  | Álbum | Posições nas Paradas | Posições nas Paradas | Posições nas Paradas | Posições nas Paradas | Posições nas Paradas | Posições nas Paradas | Posições nas Paradas | Cópias vendidas | Certificações |
| Ano  | Álbum | ALE                  | CAN                  | EUA                  | ITA                  | PBX                  | RUN                  | SUI                  | Cópias vendidas | Certificações |
| ---- | --- | -------------------- | -------------------- | -------------------- | -------------------- | -------------------- | -------------------- | -------------------- | --------------- | ------------- |
| 1970 | Robin's Reign - Lançado: Fevereiro de 1970 - Formatos: LP (11 ou 12 faixas) / CD (ALE, 1992) - Gravadora: Polydor, Atco. (EUA)                       | 19                   | 77                   | —                    | —                    | —                    | —                    | —                    | ?               | ?             |
| 1983 | How Old Are You? - Lançado: Maio de 1983 - Formatos: LP / CD (EUR) - Gravadora: Polydor                                                              | 6                    | —                    | —                    | 13                   | 26                   | —                    | 26                   | ?               | ?             |
| 1984 | Secret Agent - Lançado: Junho de 1984 - Formatos: LP / K7 (ALE) / CD (ALE) - Gravadora: Polydor, Mirage (EUA)                                        | 31                   | —                    | —                    | —                    | —                    | —                    | 20                   | ?               | ?             |
| 1985 | Walls Have Eyes - Lançado: Novembro de 1985 (EUA, EUR) / 1986 (outros lugares) - Formatos: LP / K7 (EUR) / CD (EUR) - Gravadora: Polydor, EMI (EUA)  | —                    | —                    | —                    | —                    | —                    | —                    | —                    | ?               | ?             |
| 2003 | Magnet - Lançado: 20 de janeiro de 2003 (11 faixas) / 2004 (BRA, 12 faixas) - Formatos: CD - Gravadora: SPV GmbH, Indie Records (BRA)                | 10                   | —                    | —                    | —                    | 72                   | 43                   | 84                   | ?               | ?             |
| 2006 | My Favourite Christmas Carols - Lançado: 3 de novembro de 2006 - Formatos: CD (EUR, EUA, Ásia) - Gravadora: Edel (EUR), Koch (EUA), Evolution (Ásia) | —                    | —                    | —                    | —                    | —                    | —                    | —                    | ?               | ?             |
| 2012 | The Titanic Requiem (com a Royal Philharmonic Orchestra) - Lançado: 26 de março de 2012 - Formatos: CD - Gravadora: Rhino                            | —                    | —                    | —                    | —                    | 4                    | —                    | —                    | ?               | ?             |
| 2014 | 50 St. Catherine's Drive - Lançado: 23 de setembro de 20142 - Formatos: CD - Gravadora: Rhino                                                        | —                    | —                    | —                    | —                    | —                    | —                    | —                    | ?               | ?             |

### Não-Lançados
| Ano  | Nome                                                                                                |
| ---- | --------------------------------------------------------------------------------------------------- |
| 1970 | Sing Slowly Sisters - Previsão de lançamento: Agosto de 1970 - Versão Bootleg: Ladybird LB006 (JAP) |

### Álbuns ao vivo
| Ano  | Álbum | Posições nas Paradas | Posições nas Paradas | Posições nas Paradas | Posições nas Paradas | Posições nas Paradas | Posições nas Paradas | Posições nas Paradas | Cópias vendidas | Certificações |
| Ano  | Álbum | ALE                  | CAN                  | EUA                  | ITA                  | PBX                  | RUN                  | SUI                  | Cópias vendidas | Certificações |
| ---- | --- | -------------------- | -------------------- | -------------------- | -------------------- | -------------------- | -------------------- | -------------------- | --------------- | ------------- |
| 2005 | Robin Gibb with the Neue Philharmonie Frankfurt Orchestra Live - Lançado: Julho de 2005 - Formatos: CD - Gravadora: Eagle / ST2 (BRA) | —                    | —                    | —                    | —                    | —                    | —                    | —                    | ?               | ?             |

### Trilhas sonoras
| Ano  | Álbum | Posições nas Paradas | Posições nas Paradas | Posições nas Paradas | Posições nas Paradas | Posições nas Paradas | Posições nas Paradas | Posições nas Paradas | Cópias vendidas | Certificações |
| Ano  | Álbum | ALE                  | CAN                  | EUA                  | ITA                  | PBX                  | RUN                  | SUI                  | Cópias vendidas | Certificações |
| ---- | --- | -------------------- | -------------------- | -------------------- | -------------------- | -------------------- | -------------------- | -------------------- | --------------- | ------------- |
| 1978 | Sgt. Pepper's Lonely Hearts Club Band - Lançado: Julho de 1978 - Formatos: LP, CD - Gravadora: RSO Records | 29                   | 2                    | 5                    | 10                   | —                    | 38                   | —                    | 2.000.000+      | ?             |
| 1980 | Times Square - Lançado: Outubro de 1980 - Formatos: LP, K7 - Gravadora: RSO Records                        | —                    | —                    | 37                   | —                    | —                    | —                    | —                    | ?               | ?             |

## Singles
| Ano  | Nome                                                                                | Álbum                                                             | Posições nas Paradas | Posições nas Paradas | Posições nas Paradas | Posições nas Paradas | Posições nas Paradas | Posições nas Paradas | Posições nas Paradas | Posições nas Paradas | Posições nas Paradas | Posições nas Paradas | Posições nas Paradas | Posições nas Paradas | Posições nas Paradas | Certificações |
| Ano  | Nome                                                                                | Álbum                                                             | AFS                  | ALE                  | AUT                  | BRA                  | CAN                  | DIN                  | ESP                  | EUA                  | ITA                  | NZL                  | PBX                  | RUN                  | SUI                  | Certificações |
| ---- | ----------------------------------------------------------------------------------- | ----------------------------------------------------------------- | -------------------- | -------------------- | -------------------- | -------------------- | -------------------- | -------------------- | -------------------- | -------------------- | -------------------- | -------------------- | -------------------- | -------------------- | -------------------- | ------------- |
| 1969 | "Saved by the Bell"                                                                 | Robin's Reign                                                     | 1                    | 3                    | 3                    | —                    | —                    | 1                    | —                    | —                    | —                    | 1                    | 1                    | 2                    | 3                    | ?             |
| 1969 | "One Million Years"                                                                 | Robin's Reign                                                     | —                    | 14                   | 19                   | —                    | —                    | 3                    | —                    | —                    | —                    | 11                   | 5                    | —                    | 5                    | ?             |
| 1970 | "August October"                                                                    | Robin's Reign                                                     | —                    | 12                   | 10                   | —                    | —                    | 3                    | —                    | —                    | —                    | —                    | —                    | 45                   | 10                   | ?             |
| 1978 | "Oh! Darling"                                                                       | Sgt. Pepper's... [OST]                                            | —                    | —                    | —                    | —                    | 16                   | —                    | —                    | 15                   | —                    | 40                   | —                    | —                    | —                    | ?             |
| 1983 | "Juliet"                                                                            | How Old Are You?                                                  | —                    | 1                    | 2                    | —                    | —                    | —                    | 8                    | —                    | 1                    | —                    | 14                   | 94                   | 1                    | ?             |
| 1983 | "Another Lonely Night in New York"                                                  | How Old Are You?                                                  | —                    | 16                   | —                    | —                    | —                    | —                    | —                    | —                    | —                    | —                    | —                    | 71                   | 19                   | ?             |
| 1983 | "How Old Are You?"                                                                  | How Old Are You?                                                  | —                    | 37                   | —                    | —                    | —                    | —                    | —                    | —                    | —                    | —                    | —                    | 93                   | —                    | ?             |
| 1984 | "Boys Do Fall in Love"                                                              | Secret Agent                                                      | 7                    | 21                   | —                    | 10                   | 32                   | —                    | 13                   | 37                   | 10                   | —                    | —                    | —                    | —                    | ?             |
| 1984 | "Secret Agent"                                                                      | Secret Agent                                                      | —                    | —                    | —                    | —                    | —                    | —                    | —                    | —                    | —                    | —                    | —                    | —                    | —                    | ?             |
| 1984 | "In Your Diary" (EUA Promo)                                                         | Secret Agent                                                      | —                    | —                    | —                    | —                    | —                    | —                    | —                    | —                    | —                    | —                    | —                    | —                    | —                    | ?             |
| 1985 | "Like a Fool"                                                                       | Walls Have Eyes                                                   | —                    | —                    | —                    | 3                    | —                    | —                    | —                    | —                    | —                    | —                    | —                    | —                    | —                    | ?             |
| 1986 | "Toys"                                                                              | Walls Have Eyes                                                   | —                    | —                    | —                    | —                    | —                    | —                    | —                    | —                    | —                    | —                    | —                    | —                    | —                    | ?             |
| 2002 | "Please"                                                                            | Magnet                                                            | —                    | 51                   | —                    | —                    | —                    | —                    | —                    | —                    | —                    | —                    | 70                   | 23                   | 96                   | ?             |
| 2003 | "Wait Forever"                                                                      | Magnet                                                            | —                    | —                    | —                    | —                    | —                    | —                    | —                    | —                    | —                    | —                    | —                    | —                    | —                    | ?             |
| 2006 | "Mother of Love"                                                                    | My Favourite Christmas Carols                                     | —                    | —                    | —                    | —                    | —                    | —                    | —                    | —                    | —                    | —                    | —                    | —                    | —                    | ?             |
| 2008 | "Alan Freeman Days"                                                                 | Songs from the British Academy, Vol. 1 e 50 St. Catherine's Drive | —                    | —                    | —                    | —                    | —                    | —                    | —                    | —                    | —                    | —                    | —                    | —                    | —                    | ?             |
| 2008 | "Wing & a Prayer"                                                                   | 50 St. Catherine's Drive                                          | —                    | —                    | —                    | —                    | —                    | —                    | —                    | —                    | —                    | —                    | —                    | —                    | —                    | ?             |
| 2008 | "Ellan Vannin [Homecoming Mix]" (Robin Gibb feat. the King William’s College Choir) | [single para a caridade]                                          | —                    | —                    | —                    | —                    | —                    | —                    | —                    | —                    | —                    | —                    | —                    | —                    | —                    | ?             |
| 2012 | "Don't Cry Alone" [renda para a caridade]                                           | The Titanic Requiem                                               | —                    | —                    | —                    | —                    | —                    | —                    | —                    | —                    | —                    | —                    | —                    | —                    | —                    | ?             |

### Participações
OBS: Estão listados aqui tanto singles quanto faixas de álbum não-singles dos quais Gibb participou.
| Ano  | Nome                                                                                           | Álbum                    | Posições nas Paradas | Posições nas Paradas | Posições nas Paradas | Posições nas Paradas | Posições nas Paradas | Posições nas Paradas | Posições nas Paradas | Posições nas Paradas | Posições nas Paradas | Posições nas Paradas | Posições nas Paradas | Posições nas Paradas | Posições nas Paradas | Certificações |
| Ano  | Nome                                                                                           | Álbum                    | AFS                  | ALE                  | AUT                  | BRA                  | CAN                  | DIN                  | ESP                  | EUA                  | ITA                  | NZL                  | PBX                  | RUN                  | SUI                  | Certificações |
| ---- | ---------------------------------------------------------------------------------------------- | ------------------------ | -------------------- | -------------------- | -------------------- | -------------------- | -------------------- | -------------------- | -------------------- | -------------------- | -------------------- | -------------------- | -------------------- | -------------------- | -------------------- | ------------- |
| 1978 | "Sesame Street Fever" / "Trash!" (Sesame Street & Robin Gibb. Na 2ª, apenas Gibb)              | Sesame Street Fever      | —                    | —                    | —                    | —                    | —                    | —                    | —                    | —                    | —                    | —                    | —                    | —                    | —                    | ?             |
| 1980 | "Help Me!" (Marcy Levy & Robin Gibb)                                                           | Times Square [OST]       | —                    | —                    | —                    | —                    | —                    | —                    | —                    | 50                   | —                    | —                    | —                    | —                    | —                    | ?             |
| 2003 | "Tantas Palavras (Please)" (Marlon & Maicon feat. Robin Gibb)                                  | Coração Aventureiro      | —                    | —                    | —                    | 9                    | —                    | —                    | —                    | —                    | —                    | —                    | —                    | —                    | —                    | ?             |
| 2004 | "A Lover's Prayer" (Alistair Griffin duet with Robin Gibb)                                     | Bring It On              | —                    | —                    | —                    | —                    | —                    | —                    | —                    | —                    | —                    | —                    | —                    | 5                    | —                    | ?             |
| 2005 | "First of May" (G4 with Robin Gibb)                                                            | G4 & Friends             | —                    | —                    | —                    | —                    | —                    | —                    | —                    | —                    | —                    | —                    | —                    | —                    | —                    | ?             |
| 2007 | "Too Much Heaven" (US5 & Robin Gibb)                                                           | In Control - Reloaded    | —                    | 7                    | 26                   | —                    | —                    | —                    | —                    | —                    | —                    | —                    | —                    | —                    | —                    | ?             |
| 2008 | "Stayin' Alive" (Valeriya feat. Robin Gibb)                                                    | Out of Control           | —                    | —                    | —                    | —                    | —                    | —                    | —                    | —                    | —                    | —                    | —                    | —                    | —                    | ?             |
| 2009 | "(Barry) Islands in the Stream" (Vanessa Jerkins & Bryn West feat. Sir Tom Jones & Robin Gibb) | [single para a caridade] | —                    | —                    | —                    | —                    | —                    | —                    | —                    | —                    | —                    | —                    | —                    | 1                    | —                    | ?             |
| 2009 | "We Will Remember Them" (Artists Unite to Remember)                                            | [single para a caridade] | —                    | —                    | —                    | —                    | —                    | —                    | —                    | —                    | —                    | —                    | —                    | —                    | —                    | ?             |
| 2011 | "I've Gotta Get a Message to You" (The Soldiers with Robin Gibb)                               | [single para a caridade] | —                    | —                    | —                    | —                    | —                    | —                    | —                    | —                    | —                    | —                    | —                    | 75                   | —                    | ?             |

## Álbuns de vídeo
| Ano  | Vídeo | Posições nas Paradas | Posições nas Paradas | Posições nas Paradas | Posições nas Paradas | Posições nas Paradas | Posições nas Paradas | Cópias vendidas | Certificações |
| Ano  | Vídeo | RUN                  | CAN                  | ALE                  | ITA                  | PBX                  | SUI                  | Cópias vendidas | Certificações |
| ---- | --- | -------------------- | -------------------- | -------------------- | -------------------- | -------------------- | -------------------- | --------------- | ------------- |
| 2005 | Robin Gibb with the Neue Philharmonie Frankfurt Orchestra Live - Lançado: 14 de junho de 2005 - Formatos: DVD - Gravadora: Eagle / ST2 (BRA)              | —                    | —                    | 10                   | —                    | —                    | —                    | ?               | ?             |
| 2011 | Robin Gibb - In Concert with the Danish National Concert Orchestra - Lançado: 11 de julho de 2011 - Formatos: DVD - Gravadora: Eagle / Microservice (BRA) | —                    | —                    | —                    | —                    | —                    | —                    | ?               | ?             |

## Vídeos musicais
| Ano  | Vídeo                                                                    | Diretor        | Notas                                                                                                | Duração |
| ---- | ------------------------------------------------------------------------ | -------------- | --- | ------- |
| 1969 | "Saved by the Bell"                                                      |                | Adaptação da aparição no programa de TV alemão Beat-Club em 02/ago/1969. Edição de single da canção. | 3'07"   |
| 1983 | "Juliet"                                                                 |                | Inclui pequena dramaturgia no início.                                                                | 4'07"   |
| 1983 | "Another Lonely Night in New York"                                       |                | Dez segundos do início vocal da canção são cortados.                                                 | 4'03"   |
| 1983 | "How Old Are You"                                                        |                | | 3'10"   |
| 1984 | "Boys Do Fall in Love"                                                   |                | Inclui diálogo no início.                                                                            | 4'16"   |
| 1984 | "Secret Agent"                                                           |                | Edição de single da canção.                                                                          | 4'03"   |
| 1985 | "Like a Fool"                                                            |                | Edição da canção especialmente para vídeo.                                                           | 3'30"   |
| 1986 | "Toys"                                                                   | Nigel Dick     | Edição de single da canção.                                                                          | 4'16"   |
| 2003 | "Please"                                                                 |                | Edição da canção especialmente para vídeo.                                                           | 3'21"   |
| 2008 | "Ellan Vannin [Homecoming Mix]" (featuring King William's College Choir) |                | Vídeo comercializado, tendo o lucro voltado para a caridade.                                         | 4'28"   |
| 2012 | "Don't Cry Alone"                                                        | Rocco Buonvino | Vídeo com hologramas a serem usados nos shows de Titanic Requiem.                                    | 3'20"   |

## Produções
- 1980 - Sunrise (Jimmy Ruffin) (EUA #152)
  - "Hold on to My Love" (EUA #10 / RUN #7)
  - "Night of Love" [12"]

- 1986 - Runaway (Carola Häggkvist) (SUE #2 / NOR #9)
  - "The Runaway" (SUE #3)
  - "Brand New Heart"
  - "Spread Your Wings (For Your Love)" [12"]